# Life Happens
Life Happens (estilizado L!fe Happens; bra: A V!da Acontece) é um filme de comédia dos Estados Unidos escrito e dirigido por Kat Coiro. Lançado em 2011, o filme foi protagonizado por Krysten Ritter, Kate Bosworth, Kristen Johnston, Geoff Stults, Jason Biggs e Rachel Bilson.